# Haza del Trigo
Haza del Trigo (también llamada popularmente Haza El Trigo) es una localidad española del municipio de Polopos, situada en la parte oriental de la Costa Granadina (provincia de Granada), en Andalucía. A dos kilómetros de la costa mediterránea, cerca de esta localidad se encuentran los núcleos de La Guapa, Castillo de Baños de Arriba, Castillo de Baños de Abajo, Casarones y El Lance.